# 圣雷米拉卡洛讷
圣雷米拉卡洛讷（法語：Saint-Remy-la-Calonne，法語發音：[sɛ̃ ʁemi la kalɔn]）是法国默兹省的一个市镇，位于该省东部，属于凡尔登区。

## 地理
圣雷米拉卡洛讷（49°2'48"N, 5°36'5"E）面积8.04 平方千米，位于法国大東部大區默兹省，该省份为法国西北部内陆省份，北与比利时接壤，西接马恩省和阿登省，南至上马恩省和孚日省，东临默尔特-摩泽尔省。
与圣雷米拉卡洛讷接壤的市镇（或旧市镇、城区）包括：孔布尔苏莱科特、多马坦拉蒙塔涅、莱塞帕尔日、埃尔伯维尔、穆伊、沃莱帕拉梅。

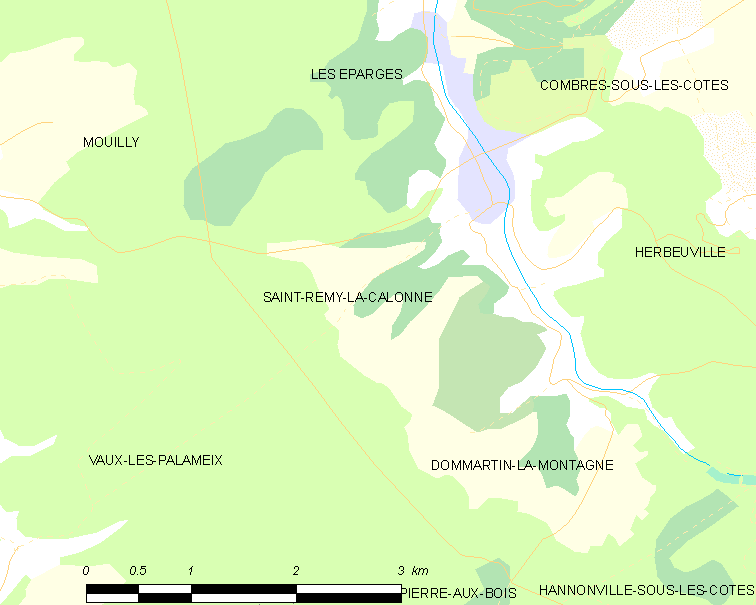
圣雷米拉卡洛讷的OSM定位图

圣雷米拉卡洛讷的时区为UTC+01:00、UTC+02:00（夏令时）。

## 行政
圣雷米拉卡洛讷的邮政编码为55160，INSEE市镇编码为55465。

## 政治
圣雷米拉卡洛讷所属的省级选区为埃坦县。

## 人口

1962-2008年间圣雷米拉卡洛讷人口变化图示

圣雷米拉卡洛讷于2022年1月1日时的人口数量为99人。